# ГАЕС Хаппург
ГАЕС Хаппург — гідроакумулювальна електростанція в Німеччині у історичному регіоні Франконія (федеральна земля Баварія). Розташована за 29 км на схід від Нюрнберга.
ГАЕС ввели в експлуатацію у 1958 році. Її нижній резервуар (Happurger See) створили в басейні річки Пегніц, у невеликій долині, через яку протікають струмки Рорбах та Кайнсбах. Верхній резервуар об'ємом 1,8 млн м3 розташований на висотах, що оточують долину із заходу. Запасеної у ньому води вистачає для роботи станції в турбінному режимі протягом 5 годин 37 хвилин, що еквівалентно приблизно 0,9 млн кВт-год. Різниця у висоті між резервуарами забезпечує напір 212 метрів.
Машинний зал обладнано чотирма турбінами типу Френсіс загальною потужністю 160 МВт. В насосному режимі потужність станції менша — 126 МВт.
Ефективність гідроакумулювального циклу станції становить 72 %.
У 2011 році виявили протікання верхнього резервуару, внаслідок чого станцію зупинили для проведення ремонтних робіт. Первісно відновлення роботи очікувалось у 2013-му, проте геофізичні дослідження виявили додаткові слабкі місця резервуару. Крім того, після законодавчих змін 2013 року експлуатація ГАЕС Хаппург стала нерентабельною (можливо відмітити, що з цієї ж причини затягується реалізація проекту розширення ГАЕС Вальдек). Для вирішення цієї проблеми необхідно збільшення об'єму верхнього резервуару до 1,9 млн.м3 або підвищення потужності турбін та насосів щонайменше на 5 %. Як наслідок, відновлення експлуатації станції очікується не раніше 2019 року.